# M8 (Ierland)

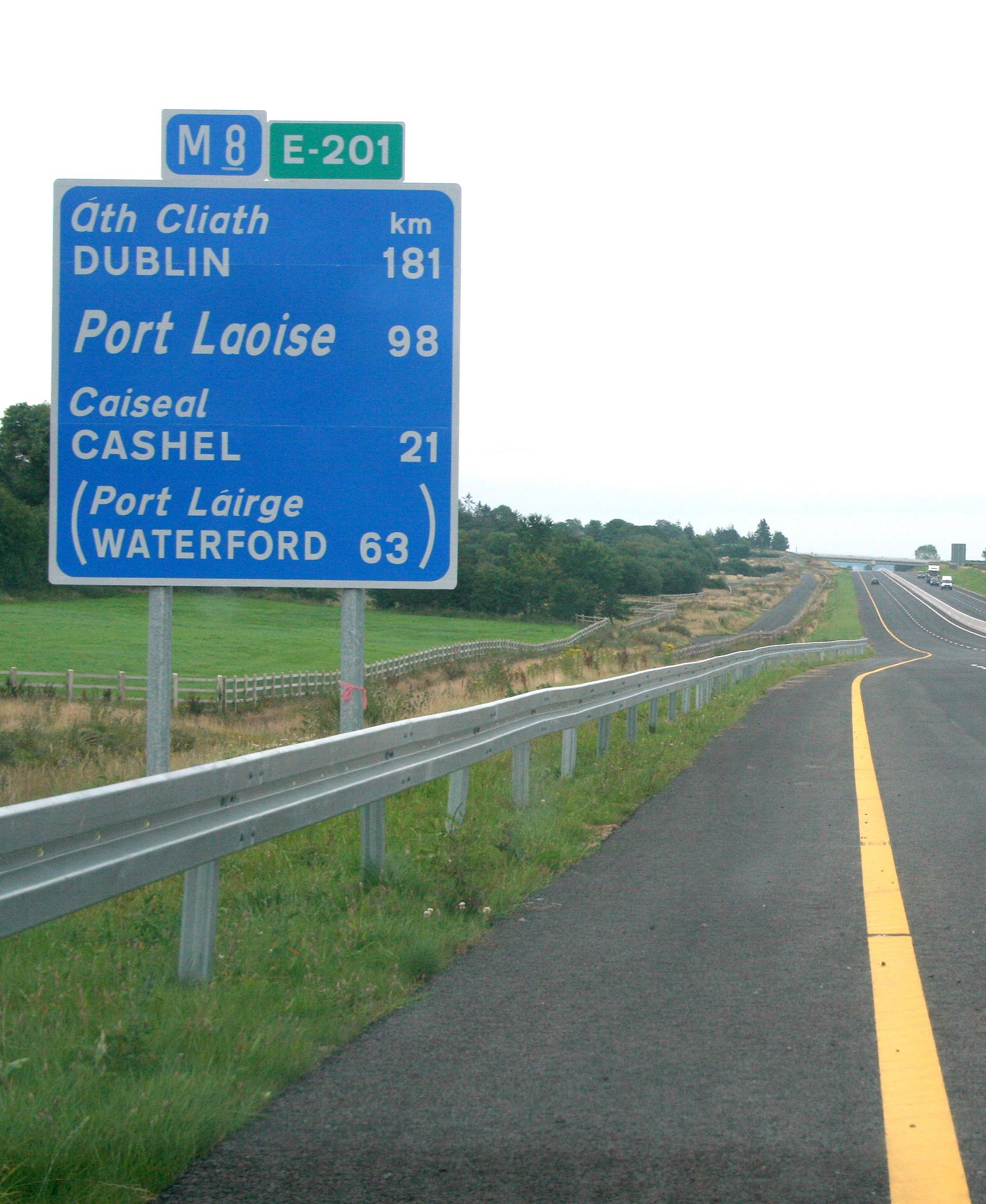
De M8

De M8 (Engels: M8 Motorway/ Iers: Mótarbhealach M8) is een autosnelweg in Ierland met een lengte van 143 kilometer. Het is een onderdeel van de nationale primaire weg N8 en de Europese weg 201. De weg loopt van Portlaoise naar Cork. Delen van de snelweg (Glanmire, 1992) werden eerst aangelegd als dual carriageway en werden later hernoemd naar motorway. Tussen 2003 en 2010 werd het grootste deel van de M8 aangelegd.